# 합천 해인사 대적광전 목조비로자나불좌상 복장전적
합천 해인사 대적광전 목조비로자나불좌상 복장전적(陜川 海印寺 大寂光殿 木造毘盧遮那佛坐像 腹藏典籍)은 경상남도 합천군, 해인사에 있는 전적류이다. 2012년 10월 30일 대한민국의 보물 제1780호로 지정되었다.

## 같이 보기
- 해인사

## 참고 자료
- 합천 해인사 대적광전 목조비로자나불좌상 복장전적 - 국가유산청 국가유산포털